# Niwa (Dąbrowa Miętka)
Niwa – część wsi Dąbrowa Miętka, położona w Polsce, w województwie łódzkim, w powiecie sieradzkim, w gminie Złoczew.
W latach 1975–1998 Niwa należała administracyjnie do województwa sieradzkiego.